# Sylvia Ashton-Warner
Sylvia Constance Ashton-Warner (17 de diciembre de 1908 – 28 de abril de 1984) fue una escritora, poeta y educadora neozelandesa.

## Biografía
Ashton-Warner nació el 17 de diciembre de 1908 en Stratford, Nueva Zelanda. Pasó muchos años dictando clases a los niños de la comunidad Māori, usando avanzadas técnicas de estimulación que ella misma describió en su tratado de 1963 Teacher y en varios volúmenes de su autobiografía. Como novelista, escribió varias historias enfocadas en mujeres de fuerte carácter. Su novela Spinster (1958) fue llevada al cine en 1961 en la película Two Loves (también conocida como The Spinster) y protagonizada por Shirley MacLaine. Fue nombrada Miembro de la Orden del Imperio Británico por su servicio en los ámbitos literario y educativo en 1982.
Ashton-Warner falleció el 28 de abril de 1984, en Tauranga. La historia de su vida fue llevada al cine en la producción llamada Sylvia en 1985, encarnada por la actriz británica Eleanor David.

## Legado
La biblioteca de la Facultad de Educación en la Universidad de Auckland fue nombrada como Biblioteca Sylvia Ashton-Warner en 1987. La Escuela Ashton en República Dominicana fue fundada en 1998 y nombrada en honor a Ashton-Warner, cuyos métodos de enseñanza influenciaron a la escuela.